# Meridiano de Greenwich

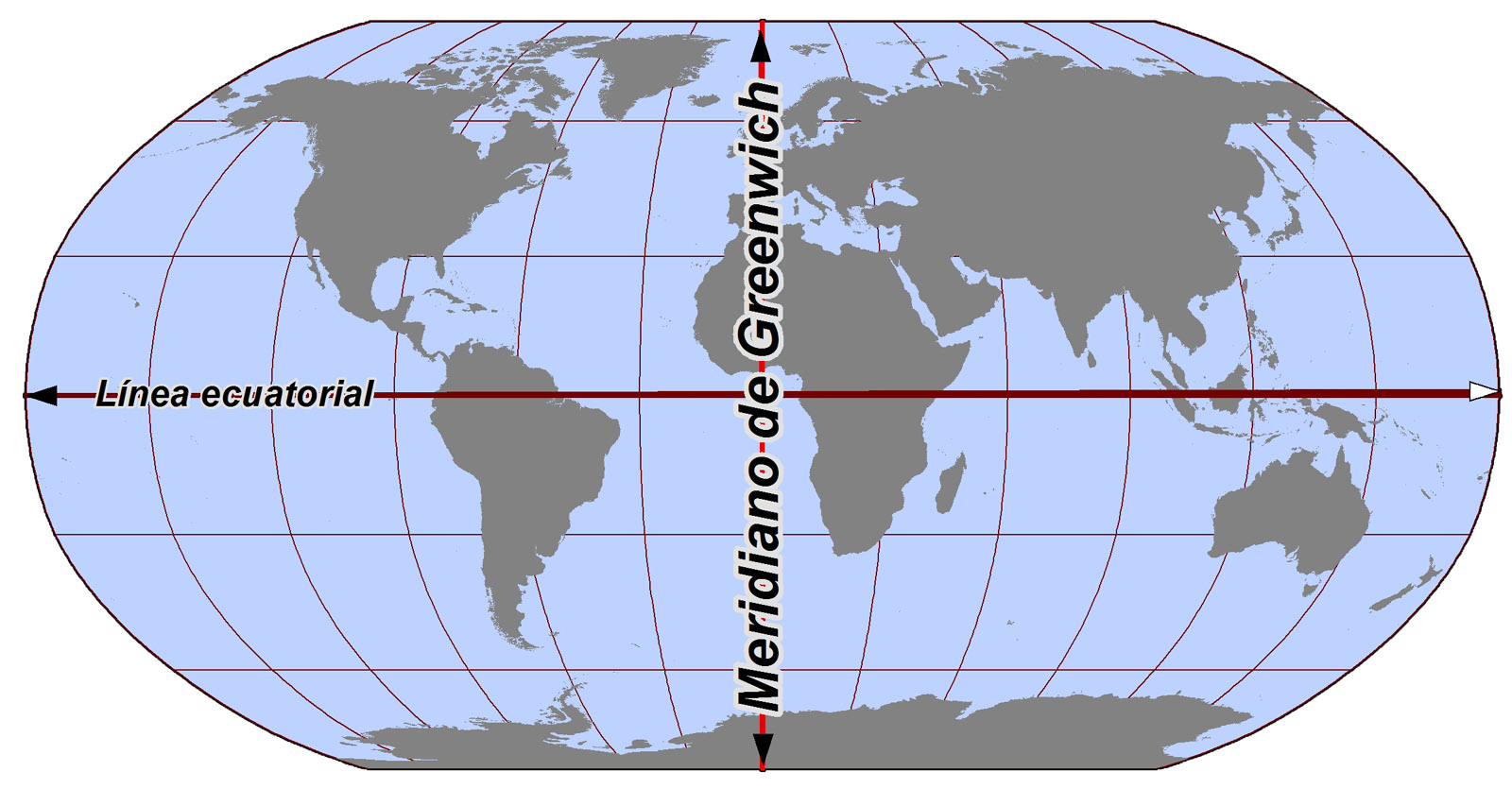
Meridiano de Greenwich

O Meridiano de Greenwich ou Meridiano Principal é o meridiano que passa sobre a localidade de Greenwich (no Observatório Real, nos arredores de Londres, Reino Unido) e que, por convenção, divide o globo terrestre em ocidente e oriente, permitindo medir a longitude. Foi estabelecido por Sir George Biddell Airy em 1851. Definido por acordo internacional em 1884, enfrentou uma concorrência com a França (seria denominado "meridiano de Paris"), Espanha, (seria denominado "meridiano de Cádis") e com Portugal, (seria denominado "meridiano de Coimbra"), antes de ser definido como o primeiro meridiano. Assim foi definido graças ao poder da grande potência da época, a Inglaterra. Serve de referência para calcular distâncias em longitudes e estabelecer os fusos horários. Cada fuso horário corresponde a uma faixa de quinze graus de longitude de largura, sendo a hora de Greenwich chamada de Tempo Médio de Greenwich (GMT).
O Meridiano de Greenwich atravessa três continentes (Europa, África e Antártida) e oito países (na Europa:
Reino Unido, França e Espanha; e na África: Argélia, Mali, Burkina Faso, Togo e Gana). Seu antimeridiano é o meridiano 180, que coincide fugazmente com a irregular Linha Internacional de Data, cruza uma parte da Rússia no estreito de Bering e uma das ilhas do arquipélago de Fiji, no oceano Pacífico.

## História

### Antes de Greenwich
Nem sempre o meridiano de Greenwich foi utilizado para a contagem dos graus de longitude. Balbi assim historiou o assunto, no seu Tratado de Geographia Universal, Physica, Historica e Política (1858):

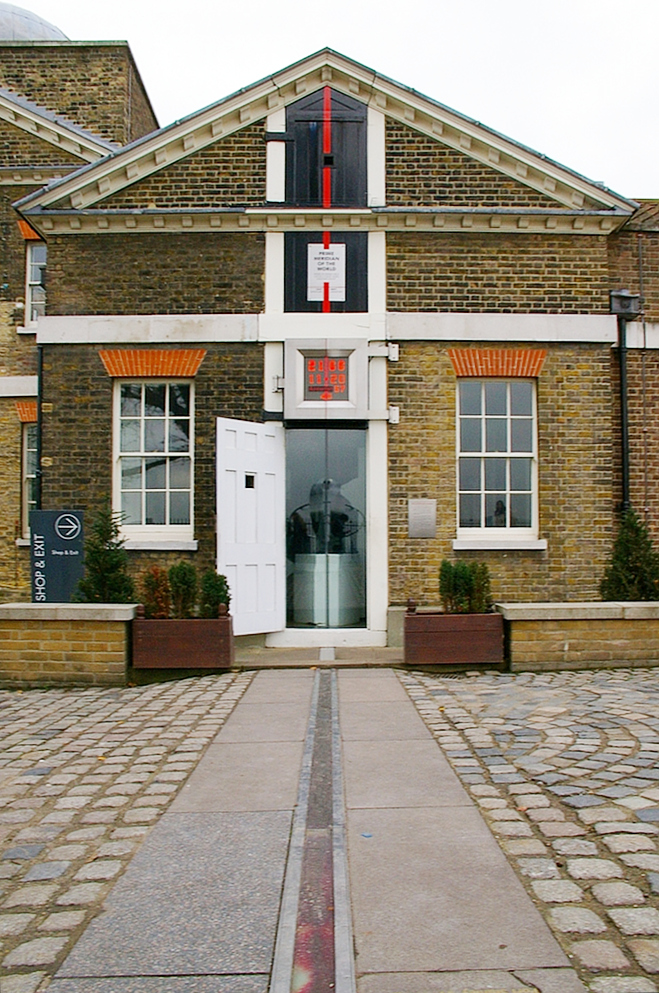
Meridiano 0, marcado no observatório de Greenwich, a leste de Londres

Em Portugal, no início do século XIX, adotou-se o Tempo Solar Médio (dias sempre de 24 horas, quando na realidade apresentam variações entre mais 16 ou menos 14 minutos ao longo do ano), simplificando a determinação da Hora Legal. Posteriormente, a partir de 1878, o Observatório Astronómico de Lisboa (OAL) passou a funcionar como único meridiano zero para todo o território nacional. Em 1912, com a adesão do país ao sistema de fusos horários, a hora legal de Portugal Continental passou a ser a do meridiano de Greenwich e os relógios tiveram que ser adiantados em 36 min e 44,68s, ou seja, a diferença entre os meridianos do OAL e o de Greenwich.

### Após Greenwich
Apesar da confusão em relação ao meridiano principal, já no ano de 1884 mais de um dois terços dos navios usavam o Meridiano de Greenwich como referência de longitude. No mês de outubro daquele ano, sob os auspícios de Chester A. Arthur, então presidente dos Estados Unidos, 41 delegados de 25 nações se encontraram em Washington, DC para a Conferência Internacional do Meridiano. Esta Conferência selecionou o Meridiano de Greenwich como meridiano principal devido à sua popularidade. Votaram em favor do Meridiano de Greenwich o Império Austro-Húngaro, o Chile, a Colômbia, a Costa Rica, a Alemanha, o Reino Unido, a Guatemala, o Hawaii, a Itália, o Japão, a Libéria, o México, os Países Baixos, o Paraguai, a Rússia, a Espanha, a Suécia, a Suíça e a Turquia. O Brasil e a França, todavia, abstiveram-se do voto (por várias décadas ainda, os mapas franceses permaneceram usando o Meridiano de Paris como meridiano zero) e a República Dominicana votou contra. Os representantes dos Estados Unidos, da Venezuela e de El Salvador faltaram à votação.

## Locais atravessados
O meridiano de Greenwich cruza:
| Latitude                  | País, território ou mar | Notas |
| ------------------------- | ----------------------- | --- |
| 90° a 81° 39′ N, 0° 00′ L | Oceano Ártico           | |
| 81° 39′ N, 0° 00′ L       | Mar da Groenlândia      | |
| 72° 53′ N, 0° 00′ L       | Mar da Noruega          | |
| 61° 00′ N, 0° 00′ L       | Mar do Norte            | |
| 53° 45′ N, 0° 00′ L       | Reino Unido             | A terra mais setentrional cortada pelo meridiano é a costa sudoeste do parque de caravanas de Sand-le-Mere a leste de Kingston upon Hull, East Riding of Yorkshire, com latitude 53°45′34″N. O observatório de Greenwich está à latitude aproximada de 51º28'40,12"N. |
| 50° 47′ N, 0° 00′ L       | Canal da Mancha         | |
| 49° 19′ N, 0° 00′ L       | França                  | |
| 42° 41′ N, 0° 00′ L       | Espanha                 | Aragão e Comunidade Valenciana (passa a leste de Castelló de la Plana) |
| 39° 56′ N, 0° 00′ L       | Mar Mediterrâneo        | Golfo de Valência |
| 38° 52′ N, 0° 00′ L       | Espanha                 | |
| 38° 38′ N, 0° 00′ L       | Mar Mediterrâneo        | |
| 35° 50′ N, 0° 00′ L       | Argélia                 | Passa no Deserto do Saara |
| 21° 50′ N, 0° 00′ L       | Mali                    | Deserto do Saara, Sahel |
| 14° 59′ N, 0° 00′ L       | Burquina Fasso          | |
| 11° 06′ N, 0° 00′ L       | Togo                    | Cerca de 600 m |
| 11° 06′ N, 0° 00′ L       | Gana                    | Cerca de 16 km |
| 10° 57′ N, 0° 00′ L       | Togo                    | |
| 10° 36′ N, 0° 00′ L       | Gana                    | Corta o Lago Volta |
| 5° 40′ N, 0° 00′ L        | Gana                    | Passa pela cidade de Tema[3] |
| 0° 00′ N, 0° 00′ L        | Golfo da Guiné          | |
| 60° 00′ S, 0° 00′ L       | Oceano Antártico        | |
| 68° 54′ S, 0° 00′ L       | Antártida               | Terra da Rainha Maud, reclamada pela Noruega |